# Röd telefonkiosk

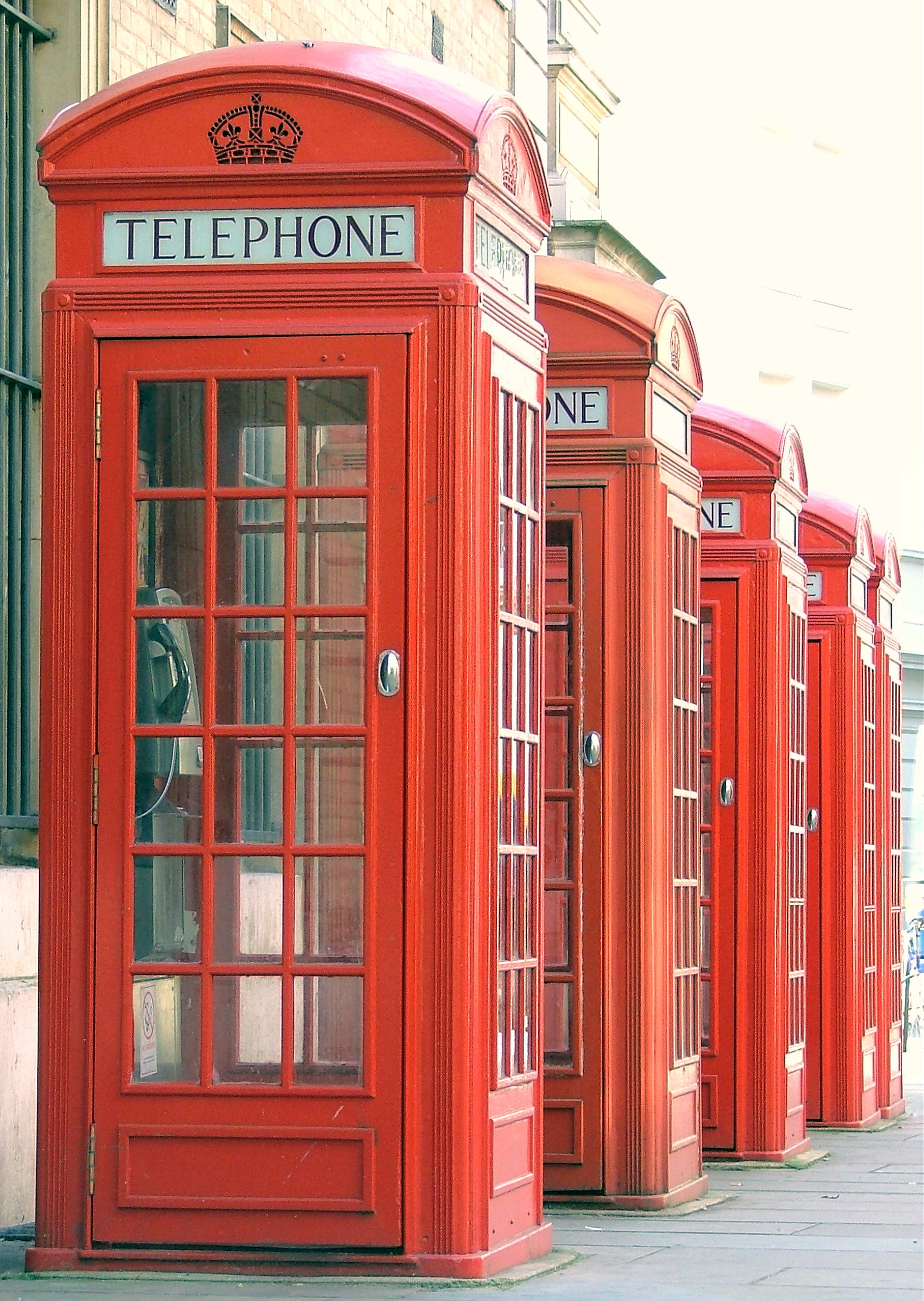
Telefonkiosker i Covent Garden, september 2007

Röd telefonkiosk (Red telephone box) är den klassiska brittiska telefonkiosken som ritades av Giles Gilbert Scott. Förutom i Storbritannien återfinns modellen på Malta, Bermuda och Gibraltar samt tidigare brittiska kolonier och medlemmar av Samväldet. Dessa röda färg valdes för att göra den väl synlig. Modellen skapades i sin första version i samband med en tävling för att ta fram en ny modell i London 1924 efter kritik mot den variant som General Post Office använde. 
Kiosktypen fick en större spridning utanför London i och med modellen K6 som togs fram 1935 och tusentals tillverkades och utplacerades och ersatte då de flesta sedan tidigare existerande kiosker. När K6-modellen introducerades 1925 fanns 19 000 telefonkiosker och fram till 1980-talet tillkom tusentals kiosker. 1980 fanns det cirka 73 000 telefonkiosker i Storbritannien.
1952 ändrades kronans utformning i samband med Drottning Elizabeths tillträde. 1959 följde utvecklingen av en ny modell men arbetet slutade på prototypstadiet. 1968 lanserades en modern variant, modell K8 som ritades av Bruce Martin. 11 000 tillverkades och kom framförallt att ersätta den klassiska modellen enbart när gamla kiosker inte längre gick att reparera. K8-modellen går också i en något ljusare röd färg, Poppy Red. 
Modellen har senare ersatts av KX-serien i olika utföranden. Cirka 2000 kiosker av den klassiska modellen har listats och finns kvar i bruk, främst ute på landsbygden. En stor del har också sålts av och har nya användningsområden, till exempel som plats för att byta böcker. 